# Кальман Кертес
Кальман Кертес (угор. Kálmán Kertész; 2 січня 1867, Пряшів, Австро-Угорщина (нині Словаччина) — 27 грудня 1922, Будапешт) — угорський вчений-ентомолог, зоолог, музеєзнавець.
Член-кореспондент Угорської академії наук (з 1910). Доктор наук.

## Життєпис
Навчався на медичному факультеті, згодом перевівся на факультет вільних мистецтв Будапештського університету. У 1894 отримав докторську ступінь. З 1890 по 1896 проходив стажування на кафедрі університету.
З 1912 — завідувач музейної колекції двокрилих комах, пізніше — керівник Зоологічного відділу Угорського національного музею в Будапешті. Завідувач кафедри університету в 1919—1921.

## Наукова діяльність
Наукову діяльність в університеті розпочав із вивчення остракод і коловерток, проте в 1894 зацікавився двокрилими.
Працював в області таксономії Двокрилих, більшість його публікацій стосуються сімейства ґедзів, а також тропічних представників деяких сімейств Acalyptrate (Sciomyzoidea, Lauxanioidea і т. д.), де він описав нові для науки види Двокрилих.
В основному вивчав представників Diptera о. Формози (Тайвань) та інших східних країн, а також мух Нової Гвінеї і Південної Америки.
Його роль в дослідженні угорської фауни менш важлива.
Світову популярність здобув, опублікувавши каталог двокрилих (Katalog der Paläarktischen dipteren). Каталоги сімейства Tabanidae і Pipunculidae були опубліковані в журналах в 1900 і 1901. З 1903 по 1907 у співавторстві з Маріо Бецці, Паулем Штейном (1852—1921) і Теодором Беккером він редагував увесь каталог двокрилих Палеарктики і видав його в Будапешті.
Уже в той час Кертес працював над світовим каталогом Diptera, який планував підготувати і видати самостійно (в 10 томах). Перші два томи були видані в 1902 за підтримки Угорського національного музею. Наступні 5 томів були надруковані вченим за власний рахунок в Сегеді. Рукописи 3-х останніх закінчив у 1907, проте вони не були опубліковані у зв'язку з браком коштів.
Окрім того, Кертес опублікував 70 наукових праць угорською, німецькою та англійською мовами. Його наукові результати були опубліковані в 40 науково-популярних статтях.
Кертес є засновником колекції двокрилих Угорського науково-природничого музею. Колекція налічує 250 000 зразків, зібраних у всіх регіонах Угорщини того часу, в 150 населених пунктах, передусім, в районі Дабаш.
Вчений є засновником угорського ентомологічного товариства.

## Вибрані наукові праці
- Catalogus Tabanidarum orbis terrarum universi (Természetrajzi Füzetek, 23, 1900, 1-79);
- Catalogus Pipunculidarum usque ad finem anni 1900 descriptorum (Természetrajzi Füzetek, 24, 1901, 157—168);
- Catalogus Dipterorum hucusque descriptorum (Bp., 1, 1902, 1-338; 2, 1902, 1-359; 3, 1908, 1-367; 4, 1909, 1-349, 5, 1909, 1-200; 6, 1909 році, 1-362; 7, 1910, 1-470);
- Orthorrhapha Nematocera (In: Katalog der paläarktischen Region, Bp., 1, 1-383);
- A magyarországi szúnyogfélék rendszertani ismertetése [Taxonomic review of the Hungarian mosquitoes] (Állattani Közlemények, 3, 1904, 1-75);
- Vorarbeiten zu einer Monographie der Notacanthen IL. (Annales historico-naturales Musei nationalis hungarici, 6, 1908, 321—374 (I—XI); 7, 1909, 369—397 (XII—XXII); 12, 1914, 449—557 (XXIII—XXXV); 14, 1916 123—218 (XXXVI-XXXVIII); 18, 1920-21, 153—176 (XXXIX-XLIV); 20, 1923, 85-129 (XLV-L);
- H. Sauter's Formosa Ausbeute. Dorylaidae (Dipt.); Lauxaniinae (Dipt.); Syrphidae (Dipt.) (Annales historico-naturales Musei nationalis hungarici, 10, 1912, 285—299; 11, 1913, 88-101, 13, 1915, 491—534; 11, 1913, 273—285, 12, 1914, 73-87) .